# Ceilhes-et-Rocozels
Ceilhes-et-Rocozels là một xã thuộc tỉnh Hérault trong vùng Occitanie ở phía nam nước Pháp. Xã này nằm ở khu vực có độ cao trung bình 426-821 mét trên mực nước biển. Dân số thời điểm năm 1999 là 305 người.

## Dân số
| Năm    | 1962 | 1968 | 1975 | 1982 | 1990 | 1999 |
| ------ | ---- | ---- | ---- | ---- | ---- | ---- |
| Dân số | 364  | 397  | 405  | 358  | 283  | 256  |